# نیژنی آوزیان
نیژنی آوزیان (انگلیسی: Nizhny Avzyan) یک شهرک در شهرستان بلورتسکی باشقیرستان کشور روسیه است.